# Municipio de Garfield (condado de Polk)
El municipio de Garfield (en inglés: Garfield Township) es un municipio ubicado en el condado de Polk en el estado estadounidense de Minnesota. En el año 2010 tenía una población de 461 habitantes y una densidad poblacional de 5,3 personas por km².

## Geografía
El municipio de Garfield se encuentra ubicado en las coordenadas 47°32′47″N 96°14′45″O / 47.54639, -96.24583. Según la Oficina del Censo de los Estados Unidos, el municipio tiene una superficie total de 87.01 km², de la cual 85,13 km² corresponden a tierra firme y (2,16 %) 1,88 km² es agua.

## Demografía
Según el censo de 2010, había 461 personas residiendo en el municipio de Garfield. La densidad de población era de 5,3 hab./km². De los 461 habitantes, el municipio de Garfield estaba compuesto por el 98,7 % blancos, el 0,43 % eran amerindios y el 0,87 % eran de una mezcla de razas. Del total de la población el 2,17 % eran hispanos o latinos de cualquier raza.